# Chaource
Chaource település Franciaországban, Aube megyében. Lakosainak száma 1012 fő (2022. január 1.). Chaource Cussangy, Lagesse, Lantages, Les Loges-Margueron, Maisons-lès-Chaource, Metz-Robert, Pargues és Praslin községekkel határos.

## Népesség
A település népességének változása:
| Lakosok száma | 971  | 1106 | 1031 | 1104 | 1129 | 1080 | 1081 | 1038 | 1017 | 1012 |
|               | 1968 | 1982 | 1990 | 2006 | 2013 | 2015 | 2017 | 2019 | 2020 | 2022 |